# 1 keer alles
1 keer alles is een single van de Nederlandse band Van Dik Hout uit 2001. De single werd uitgebracht ter promotie van het verzamelalbum Het beste van 1994-2001 uit hetzelfde jaar.

## Achtergrond
1 keer alles is geschreven door Martin Buitenhuis en Sandro Assorgia en geproduceerd door Djoum. Het is een Nederlandstalige rocknummer. Het lied is niet de enige single van het verzamelalbum; Alle duizend redenen werd drie maanden na 1 keer alles uitgebracht. De hoes van de single is ontworpen door Ruud de Wild.

## Hitnoteringen
De band had met het lied bescheiden succes in de Nederlandse hitlijsten. In de Top 40 kwam het tot de 34e plek en was het vijf weken te vinden. De piekpositie in de Mega Top 100 was de 58e plek. Het stond, net als in de Top 40, vijf weken in deze hitlijst.